# Heinrich Lenz (Zoologe)

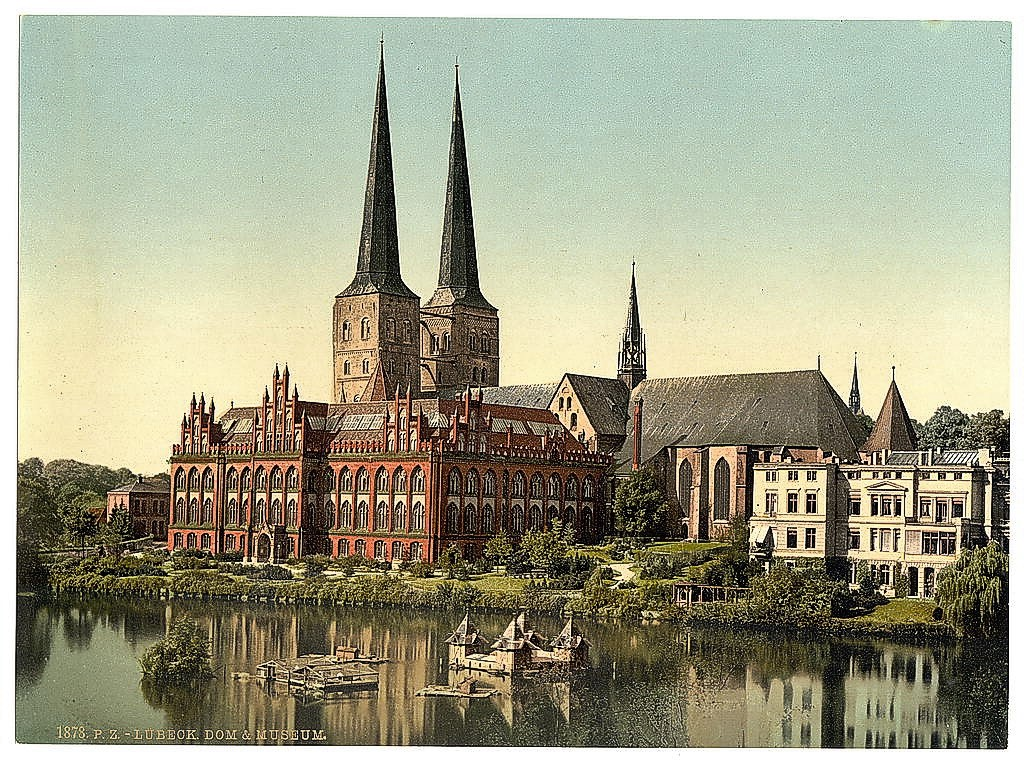
Museum am Dom (um 1893)

Heinrich Wilhelm Christian Lenz (* 30. März 1846 in Lübeck; † 16. Januar 1913 ebenda) war ein deutscher Lehrer und Zoologe.

## Leben
Heinrich Lenz war ab 1872 Lehrer für Naturwissenschaften und Zeichenlehrer an der höheren Bürgerschule, dem späteren Johanneum zu Lübeck und wirkte darüber hinaus von 1875 bis 1913 als Nachfolger des Malers und Zeichners Carl Julius Milde als Konservator der Naturaliensammlung der Gemeinnützigen Gesellschaft, die er 1884 in ein Naturhistorisches Museum und 1893 in das Lübecker Museum für Naturkunde im Museum am Dom überführte.
Mit Johannes Nöhring, der die Lichtdruck-Tafeln fertigte, veröffentlichte er 1874 eine Schrift über die anthropomorphen Affen des Lübecker Museums. 1876 beschrieb er den inneren Aufbau des Muschelschalers Estheria californica Packard, 1874, anhand von Exemplaren, die sein Freund Jakob Behrens in San Francisco in der Mündung des Alameda Creek aufgesammelt hatte.
Als Zoologe waren später die Carcinologie, das Studium der Krebstiere, und die Arachnologie, die Erforschung der Spinnentiere, seine besonders ausgeprägten Forschungsschwerpunkte.
Er bearbeitete die Krebse der Chile-Sammlung des Zoologen Ludwig Plate und ist Erstbeschreiber  der Crustaceen Porcellanopagurus platei Lenz, 1902 und Lepidopas chilensis Lenz, 1902. Die von Heinrich Lenz begonnene Bearbeitung der von der Deutschen Südpolar-Expedition (1901–1903) gesammelten Dekapoden wurde von seinem langjährigen Assistenten, dem Lübecker Lehrer Karl Strunck (1869–1955), nach seinem Tod abgeschlossen.
Als Arachnologe ist er Erstbeschreiber zahlreicher weiterer Taxa wie zum Beispiel der Zebrajagdspinne Viridasius fasciatus (Lenz, 1886) aus der Arachniden-Sammlung des Lübecker Kaufmanns Carl Reuter von der Insel Nosy Be vor der Nordwestküste von Madagaskar und der nach dem Sammler Albert O’Swald benannten Webspinne Zorodictyna oswaldi (Lenz, 1891) aus der Sammlung des Naturhistorischen Museums Hamburg.
Er war Vorstand der Geographischen Gesellschaft zu Lübeck.
Heinrich Lenz führte den Professorentitel und wurde am 7. Oktober 1892 in der Fachsektion Zoologie und Anatomie mit der Matrikel-Nr. 2976 zum Mitglied der Kaiserlichen Leopoldino-Carolinischen Deutschen Akademie der Naturforscher gewählt. Im Jahr 1899 wurde er zum Korrespondierenden Mitglied der Senckenbergischen Naturforschenden Gesellschaft ernannt. Er war Ehrenmitglied des Naturwissenschaftlichen Vereins für Schleswig-Holstein und wurde noch kurz vor seinem Tod am 30. Dezember 1912 zum Ehrenmitglied des Naturwissenschaftlichen Vereins in Hamburg ernannt.
Der schwedische Industrielle Hans Lagerlöf war sein Schwiegersohn und mit seiner Tochter Clara, der Malerin und späteren Mäzenin Clara Lenz, verheiratet.
Nach Heinrich Wilhelm Christian Lenz wurde der Heinrich-Lenz-Weg in Lübeck benannt.

## Schriften (Auswahl)
- mit Johannes Nöhring: Die anthropomorphen Affen des Lübecker Museums. Material zur Förderung der Kenntniss dieser Affenfamilie. Seelig, Lübeck 1876 (Digitalisat)
- Estheria californica Pack. In: Archiv für Naturgeschichte, 43, 1, 1877, S. 24–40 (Digitalisat)
- Beiträge zur Kenntniss der Spinnenfauna Madagascars. In: Zoologische Jahrbücher. Zeitschrift für Systematik, Geographie und Biologie der Thiere, 1, 2, Fischer, Jena 1886, S. 379–408 (Digitalisat)
- Spinnen von Madagascar und Nossibé. In: Jahrbuch der Hamburgischen Wissenschaftlichen Anstalten, 9, Hamburg 1891, S. 161–182 (Digitalisat)
- Die Crustaceen der Sammlung Plate (Decapoda und Stomatopoda). In: Fauna Chilensis. Abhandlungen zur Kenntniss der Zoologie Chiles nach den Sammlungen von Dr. L. Plate. Zweiter Band. Zoologische Jahrbücher, Abteilung für Systematik, Okologie und Geographie der Tiere. Suppl. 5 (3), 1902, S. 731–772, Tafel 23 (Digitalisat)
- mit Karl Strunck: Die Dekapoden der Deutschen Südpolar-Expedition 1901–1903. 1: Brachyuren und Macruren mit Ausschluss der Sergestiden. In:  Erich von Drygalski (Hrsg.): Deutsche Südpolar-Expedition 1901–1903, XV, Zoologie VII, Reimer, Berlin 1914 (Digitalisat)